# Saint-Léon (Allier)
Saint-Léon is een gemeente in het Franse departement Allier (regio Auvergne-Rhône-Alpes) en telt 652 inwoners (1999). De plaats maakt deel uit van het arrondissement Vichy.

## Geografie
De oppervlakte van Saint-Léon bedraagt 34,3 km², de bevolkingsdichtheid is 19,0 inwoners per km². Ten oosten van het dorpscentrum ligt de Puy Saint-Ambroise, een 442 meter hoge heuvel die het hoogste punt van de gemeente vormt.
De onderstaande kaart toont de ligging van Saint-Léon (Allier) met de belangrijkste infrastructuur en aangrenzende gemeenten.

## Demografie
Onderstaande figuur toont het verloop van het inwonertal (bron: INSEE-tellingen).

Vanwege een beveiligingsprobleem met de MediaWiki Graph-software is het momenteel niet mogelijk deze grafiek weer te geven. Zodra de software is bijgewerkt zal de grafiek vanzelf weer zichtbaar worden.